# Rob Mayth-diszkográfia
Robin Brandes a Rob Mayth álnév mellett (mely a legismertebb) több másikat is használ (Dave Darell, Pimp! Code stb.). Eme cikk az összes olyan lemezt, remixet, illetve egyéb produkciót megkísérli felsorolni, ami Robin közreműködésével jött létre.

## A kis-, és középlemezek

### A Rob Mayth néven kiadott lemezek
Robin ezen a néven vált ismertté, 2003 óta készít lemezeket, remixeket Rob Mayth álnéven.

#### Rob Mayth – Can I Get A Witness
A Can I Get A Witness Rob Mayth első önálló kislemeze, mely 2005 júliusában jelent meg a Mental Madness elektronikus zenével foglalkozó német kiadó gondozásában.
A kislemez két felvételt tartalmaz, a lemez A oldalán hallható a Club mix, a lemez B oldalán pedig a Cascada vs. Tune Up! remix. A kislemezen a két szám teljes hosszúságban hallható. Rövidített "radio edit" változataik több válogatásban is megjelentek.
A lemez katalógusszáma MMR-057, tartalma:
| Sáv | Cím                                              |
| A   | Can I Get A Witness (Club mix)                   |
| B   | Can I Get A Witness (Cascada vs. Tune Up! remix) |

Ez a kiadvány nem áll kapcsolatban a Sofa Surfers azonos című számával.

#### Rob Mayth – Barbie Girl
A Barbie Girl Rob Mayth második kislemeze, mely 2006 márciusában jelent meg a Mental Madness elektronikus zenével foglalkozó német kiadó gondozásában.
A kislemez hanglemez formátumú változata 4 felvételt tartalmaz, az A oldalon hallható a Club mix és az Alex M. remix, a B oldalon pedig a Bangbros remix és az UpSynth remix. A kislemez megjelent hanglemez és CD lemez formátumban is. A felvételek rövidített "radio edit" változatai pedig több válogatásban is helyet kaptak.
Rob Mayth a dán Aqua együttes Barbie Girl című számát dolgozta fel.
A lemez katalógusszáma MMR-076, tartalma:
| Sáv | Cím                          |
| A1  | Barbie Girl (Original mix)   |
| A2  | Barbie Girl (Alex M. remix)  |
| B1  | Barbie Girl (Bangbros remix) |
| B2  | Barbie Girl (Upsynth remix)  |

A Barbie Girl több alkalommal megjelent CD-n is. Ezeken több újabb remix is helyet kapott, pl.: a Manians "Freak In Da Morning" rework, a Candy Boyz vs. Klubstylerz remix, és a Bangbros Instrumental mix.

#### Rob Mayth – Herz An Herz / Heart 2 Heart
A Herz An Herz / Heart 2 Heart Rob Mayth harmadik kislemeze, mely 2008 júniusában jelent meg a Zooland Records gondozásában.
A hanglemez formátumú változat 4 felvételt tartalmaz, az A oldalon hallható a Manian remix és a Mondo remix, a B oldalon pedig az Original mix és a Topmodelz remix. A kislemez megjelent hanglemez, digitális kiadványként MP3, és CD lemez formátumban is.
A kislemez érdekessége, hogy egyidőben jelent meg német és angol nyelvű vokállal. Külön német és angol lemezeket adtak ki.
Rob Mayth a Paso Doble együttes azonos című, 1986-ban megjelent számát dolgozta fel, melyet előtte már több alkalommal is feldolgoztak, pl.: a Blümchen, és a Future Trance United.
A lemez katalógusszáma ZOO 042, tartalma:
| Sáv | Cím                                            |
| A1  | Herz An Herz / Heart 2 Heart (Manian remix)    |
| A2  | Herz An Herz / Heart 2 Heart (Mondo remix)     |
| B1  | Herz An Herz / Heart 2 Heart (Original mix)    |
| B2  | Herz An Herz / Heart 2 Heart (Topmodelz remix) |

A digitális kiadványokban a fentiek mellett néhány másik remix is szerepel, pl.: Dj Cyrus remix, Mondo Extended remix, Springstil remix.

### A Pimp! Code álnéven kiadott lemezek
Rob a Body Language EP 2006-os megjelenésétől használja a Pimp! Code álnevet.

#### Pimp! Code – Body Language EP
A Body Language EP Rob Mayth első Pimp! Code álnéven kiadott kislemeze, melyen 3 felvétel kapott helyet. Az A oldalon hallható a We Are The Best (Rob Mayth remix), a B oldalon pedig a Fucking Fresh (Club mix), és az R U Ready? (Club mix). A lemezt, Rob Mayth lemezei közül elsőként, a Zooland Records adta ki.
A lemez katalógusszéma ZOO 010, tartalma:
| Sáv | Cím                               |
| A   | We Are The Best (Rob Mayth remix) |
| B1  | Fucking Fresh (Club mix)          |
| B2  | R U Ready? (Club mix)             |

#### Pimp! Code – Wicked Body Moves
| Általános adatok:  |                                  |
| Katalógusszám:     | ZOO 025                          |
| Kiadó:             | Zooland Records                  |
| Formátum:          | 12"                              |
| Ország:            | Németország                      |
| Megjelenés dátuma: | 2007. március 23.                |
| Sávlista:          |                                  |
| A                  | Wicked Body Moves (Extended mix) |
| B                  | Like A Rocket (Extended mix)     |

#### Pimp! Code – You Know
| Általános adatok:  |                                    |
| Katalógusszám:     | ZOO 029                            |
| Kiadó:             | Zooland Records                    |
| Formátum:          | 12"                                |
| Ország:            | Németország                        |
| Megjelenés dátuma: | 2007. október 16.                  |
| Sávlista:          |                                    |
| A                  | You Know (Original mix)            |
| B1                 | You Know (Ti-Mo remix)             |
| B2                 | Raise Your Head Up! (Original mix) |

### A Dave Darell álnéven kiadott lemezek

#### Dave Darell – Children
| Általános adatok:  |                         |
| Katalógusszám:     | Zoogr 016               |
| Kiadó:             | Zooland Records         |
| Formátum:          | 12"                     |
| Ország:            | Németország             |
| Megjelenés dátuma: | 2008                    |
| Sávlista:          |                         |
| A                  | Children (Original mix) |
| B                  | Children (Club mix)     |

#### Dave Darell – Freeloader
| Általános adatok:  |                                   |
| Katalógusszám:     | TIGER 83                          |
| Kiadó:             | Tiger Records (Germany)           |
| Formátum:          | 12"                               |
| Ország:            | Németország                       |
| Megjelenés dátuma: | 2008. október                     |
| Sávlista:          |                                   |
| A1                 | Freeloader (Spencer & Hill remix) |
| B1                 | Freeloader (Original mix)         |
| B2                 | Freeloader (Club mix)             |

### A koprodukcióban készült lemezek

#### Waveliner vs. Rob Mayth – Harder Than Ever
| Általános adatok:  |                                    |
| Katalógusszám:     | KRG-001                            |
| Kiadó:             | Kingstreet Records Germany         |
| Formátum:          | 12"                                |
| Ország:            | Németország                        |
| Megjelenés dátuma: | 2003. október 16.                  |
| Sávlista:          |                                    |
| A                  | Harder Than Ever (Original mix)    |
| B                  | Harder Than Ever (Dj Anubis remix) |

#### Waveliner vs. Rob Mayth – Children Of XTC
| Általános adatok:  |                                  |
| Katalógusszám:     | KRG-002                          |
| Kiadó:             | Kingstreet Records Germany       |
| Formátum:          | 12"                              |
| Ország:            | Németország                      |
| Megjelenés dátuma: | 2004. július 23.                 |
| Sávlista:          |                                  |
| A1                 | Children Of XTC (Original mix)   |
| A2                 | Children Of XTC (Upsynth remix)  |
| B1                 | Children Of XTC (Monoloop remix) |
| B2                 | Children Of XTC (Vocals)         |
| B3                 | Children Of XTC (Club Intro)     |

#### L&M Project – Crazy Beatz
| Általános adatok:  |                                |
| Katalógusszám:     | MMR-041                        |
| Kiadó:             | Mental Madness Records         |
| Formátum:          | 12"                            |
| Ország:            | Németország                    |
| Megjelenés dátuma: | 2004. december 17.             |
| Sávlista:          |                                |
| A1                 | Crazy Beatz (Rob Mayth remix)  |
| A2                 | Crazy Beatz (Deepforces remix) |
| B1                 | Crazy Beatz (Lance Inc. remix) |
| B2                 | Crazy Beatz (Dan Winter remix) |

#### Tabassco vs. Spread 'n' Lick – Rock Da Gee
| Általános adatok:  |                            |
| Katalógusszám:     | DROP 0570-6                |
| Kiadó:             | Dropout                    |
| Formátum:          | 12"                        |
| Ország:            | Németország                |
| Megjelenés dátuma: | 2005. október 21.          |
| Sávlista:          |                            |
| A                  | Rock Da Gee (Extended mix) |
| B                  | Rock Da Gee (Club mix)     |

#### Teenagerz – Slam Down
| Általános adatok:  |                             |
| Katalógusszám:     | SR2006-11                   |
| Kiadó:             | Suprime Records             |
| Formátum:          | 12"                         |
| Ország:            | Németország                 |
| Megjelenés dátuma: | 2006. április 26.           |
| Sávlista:          |                             |
| A                  | Slam Down (Extended mix)    |
| B1                 | Slam Down (Rob Mayth remix) |
| B2                 | Slam Down (4 O'Clock mix)   |

#### Rob Mayth vs. Floorfilla – iPower!
| Általános adatok:  |                                          |
| Katalógusszám:     | MMR-102                                  |
| Kiadó:             | Mental Madness Records                   |
| Formátum:          | 12"                                      |
| Ország:            | Németország                              |
| Megjelenés dátuma: | 2007. január 19.                         |
| Sávlista:          |                                          |
| A                  | iPower! (Extended mix)                   |
| B                  | iPower! (Dj Cerla Floorfillarabic remix) |

#### Straight Flush – She's Got That Light
| Általános adatok:  |                                                  |
| Katalógusszám:     | SR2007-14                                        |
| Kiadó:             | Suprime Records                                  |
| Formátum:          | 12"                                              |
| Ország:            | Németország                                      |
| Megjelenés dátuma: | 2007. március 12.                                |
| Sávlista:          |                                                  |
| A                  | She's Got That Light (Extended mix)              |
| B1                 | She's Got That Light (Elektrofachgeschäft remix) |
| B2                 | She's Got That Light (Trance mix)                |

#### Dan Winter & Mayth – Dare Me
| Általános adatok:  |                         |
| Katalógusszám:     | ZOO 028                 |
| Kiadó:             | Zooland Records         |
| Formátum:          | 12"                     |
| Ország:            | Németország             |
| Megjelenés dátuma: | 2007. május 28.         |
| Sávlista:          |                         |
| A                  | Dare Me (Bootleg mix)   |
| B1                 | Dare Me (Mayth mix)     |
| B2                 | Dare Me (Jumpstyle mix) |

#### Straight Flush – Let's All Chant
| Általános adatok:  |                                             |
| Katalógusszám:     | SR2007-16                                   |
| Kiadó:             | Suprime Records                             |
| Formátum:          | 12"                                         |
| Ország:            | Németország                                 |
| Megjelenés dátuma: | 2007. szeptember 9.                         |
| Sávlista:          |                                             |
| A                  | Let's All Chant (Extended mix)              |
| B1                 | Let's All Chant (Rob Mayth remix)           |
| B2                 | Let's All Chant (Elektrofachgeschäft remix) |

#### Katie Jewels – Burnin’ Love
| Általános adatok:  |                              |
| Katalógusszám:     | CATCHY 087                   |
| Kiadó:             | Catchy Tunes                 |
| Formátum:          | CD, Maxi-Single              |
| Ország:            | Svédország                   |
| Megjelenés dátuma: | 2008. január 23.             |
| Sávlista:          |                              |
| 1                  | Burnin' Love (Radio edit)    |
| 2                  | Burnin' Love (Extended)      |
| 3                  | Burnin' Love (Jump edit)     |
| 4                  | Burnin' Love (Extended jump) |

#### 1Plus1 – Off The Wall (Enjoy Yourself)
| Általános adatok:  |                                                        |
| Katalógusszám:     | NWI 266 Mix 2008                                       |
| Kiadó:             | Net's Work International                               |
| Formátum:          | 12"                                                    |
| Ország:            | Olaszország                                            |
| Megjelenés dátuma: | 2008. április                                          |
| Sávlista:          |                                                        |
| A1                 | Off The Wall (Enjoy Yourself) (Dave Darell club remix) |
| A2                 | Off The Wall (Enjoy Yourself) (Dave Darell club edit)  |
| B1                 | Off The Wall (Enjoy Yourself) (Extended mix)           |
| B2                 | Off The Wall (Enjoy Yourself) (Original edit)          |

#### Dave Darell feat. Hardy Hard – Silver Surfer
| Általános adatok:  |                              |
| Katalógusszám:     | TIGER 93                     |
| Kiadó:             | Tiger Records (Germany)      |
| Formátum:          | 12"                          |
| Ország:            | Németország                  |
| Megjelenés dátuma: | 2009. január                 |
| Sávlista:          |                              |
| A1                 | Silver Surfer (Club mix)     |
| A2                 | Silver Surfer (Original mix) |
| B1                 | Silver Surfer (Cyrus remix)  |
| B2                 | Silver Surfer (Dub mix)      |

#### Al Storm Featuring Katie Jewels – Never Alone
| Általános adatok:  |                                                                                                 |
| Teljes név:        | Al Storm Featuring Katie Jewels – Never Alone/Darkest Shadow/Hot Lookin' Babes (Drive Me Crazy) |
| Katalógusszám:     | 247HC005                                                                                        |
| Kiadó:             | 24/7 Hardcore                                                                                   |
| Formátum:          | 12"                                                                                             |
| Ország:            | Svédország                                                                                      |
| Megjelenés dátuma: | 2009. március 24.                                                                               |
| Sávlista:          |                                                                                                 |
| A                  | Al Storm Featuring Katie Jewels – Never Alone                                                   |
| AA1                | Al Storm – Darkest Shadow                                                                       |
| AA2                | Al Storm – Hot Lookin' Babes (Drive Me Crazy)                                                   |

#### HI:FI vs. Dave Darell – Flash 2.9
Az alábbi táblázat a májusban megjelent első kiadás adatait tartalmazza, azonban később, 2009. július 9-én is megjelent egy hasonló kiadás, ahol egyetlen verzióval, Olav Basoski remix bővült a sávlista (Oxyd Records).
| Általános adatok:  |                                |
| Katalógusszám:     | TIGER 115                      |
| Kiadó:             | Tiger Records (Germany)        |
| Formátum:          | 12"                            |
| Ország:            | Németország                    |
| Megjelenés dátuma: | 2009. május 27.                |
| Sávlista:          |                                |
| A1                 | Flash 2.9 (Dave Darell Mix)    |
| B1                 | Flash 2.9 (HI:FI Club Mix)     |
| B1                 | Flash 2.9 (HI:FI Original Mix) |

## Digitális kiadványok

### Rob M. feat. Bar10ders – Goodbye (Na Na Na)
A táblázatban láthatóak a lemez adatai. Fontos megjegyezni, hogy az interneten keringett egy Rob Mayth – Goodbye (Pozitive radio edit) című szám helytelenül, ugyanis ez a Pozitive Dance – Pick Up (The Good Vibe) szerzeménye. A keveredés azért történhetett, mivel a vokálok és a zene hangzása hasonlított Robinéra, illetve a "Pick Up The Good Vibe" úgy hangzott a zenében, hogy "... Goodbye". A Pozitive Dance álnevet DJ Romanoff használja, tehát nincs semmi köze Rob Mayth-hez.
| Általános adatok:  |                                 |
| Katalógusszám:     | SRW 004-X                       |
| Kiadó:             | Suprime Records                 |
| Formátum:          | 4 x File, MP3                   |
| Ország:            | Németország                     |
| Megjelenés dátuma: | 2006. november 24.              |
| Sávlista:          |                                 |
| 1                  | Goodbye (Original mix extended) |
| 2                  | Goodbye (Original mix radio)    |
| 3                  | Goodbye (Trance mix extended)   |
| 4                  | Goodbye (Trance mix radio)      |

### Dave Darell – Freeloader
| Általános adatok:  |                                                |
| Katalógusszám:     | ZD010                                          |
| Kiadó:             | Zoo Digital                                    |
| Formátum:          | 8 x File, MP3                                  |
| Ország:            | Németország                                    |
| Megjelenés dátuma: | 2008. október 13.                              |
| Sávlista:          |                                                |
| 1                  | Freeloader (Spencer & Hill remix)              |
| 2                  | Freeloader (Club mix)                          |
| 3                  | Freeloader (Original mix)                      |
| 4                  | Freeloader (Rob Mayth's FX Bootleg mix)        |
| 5                  | Freeloader (Spencer & Hill radio edit)         |
| 6                  | Freeloader (Club radio mix)                    |
| 7                  | Freeloader (Original radio mix)                |
| 8                  | Freeloader (Rob Mayth's FX Bootleg radio edit) |

### Dave Darell feat. Hardy Hard – Silver Surfer 2009
| Általános adatok:  |                                       |
| Katalógusszám:     | ZD017                                 |
| Kiadó:             | Zoo Digital                           |
| Formátum:          | 8 x File, MP3                         |
| Ország:            | Németország                           |
| Megjelenés dátuma: | 2009. február 9.                      |
| Sávlista:          |                                       |
| 1                  | Silver Surfer 2009 (Original mix)     |
| 2                  | Silver Surfer 2009 (Club mix)         |
| 3                  | Silver Surfer 2009 (Dub mix)          |
| 4                  | Silver Surfer 2009 (Cyrus remix)      |
| 5                  | Silver Surfer 2009 (Radio mix)        |
| 6                  | Silver Surfer 2009 (Club radio edit)  |
| 7                  | Silver Surfer 2009 (Dub radio edit)   |
| 8                  | Silver Surfer 2009 (Cyrus radio edit) |

### Hi:Fi vs. Dave Darell – Flash 2.9
| Általános adatok:  |                                       |
| Katalógusszám:     | ZD052                                 |
| Kiadó:             | Zoo Digital                           |
| Formátum:          | 7 x File, MP3                         |
| Ország:            | Németország                           |
| Megjelenés dátuma: | 2009. június 19.                      |
| Sávlista:          |                                       |
| 1                  | Flash 2.9 (Hi:Fi original radio edit) |
| 2                  | Flash 2.9 (Dave Darell radio edit)    |
| 3                  | Flash 2.9 (Hi:Fi Club radio edit)     |
| 4                  | Flash 2.9 (Dave Darell mix)           |
| 5                  | Flash 2.9 (Hi:Fi club mix)            |
| 6                  | Flash 2.9 (Hi:Fi original mix)        |
| 7                  | Flash 2.9 (Olav Basoski remix)        |

### Rob & Chris – Superheld
| Általános adatok:  |                                        |
| Katalógusszám:     | ZD046                                  |
| Kiadó:             | Zoo Digital                            |
| Formátum:          | 10 x File, MP3                         |
| Ország:            | Németország                            |
| Megjelenés dátuma: | 2009. július 31.                       |
| Sávlista:          |                                        |
| 1                  | Superheld (Mein video edit)            |
| 2                  | Superheld (Mein original radio edit)   |
| 3                  | Superheld (Mein club vocal radio edit) |
| 4                  | Superheld (Mein club radio edit)       |
| 5                  | Superheld (Mein jump radio edit)       |
| 6                  | Superheld (Mein dance radio edit)      |
| 7                  | Superheld (Mein original mix)          |
| 8                  | Superheld (Mein club mix)              |
| 9                  | Superheld (Mein jump mix)              |
| 10                 | Superheld (Mein dance mix)             |

## Remixek
Az alábbi táblázat azokat a remixeket tartalmazza, amelyeket Rob nem valamelyik saját projektjének készítette. (Tehát a Freeloader (Rob Mayth FX Bootleg), We Are The Best (Rob Mayth remix) stb. itt nem szerepel.)
| Év   | Előadó                     | Cím                                                   |
| 2009 | Cascada                    | Evacuate The Dancefloor (Rob Mayth remix)             |
| 2009 | 4 Strings                  | Take Me Away (Katie J. radio edit)                    |
| 2009 | Rocco                      | Everybody 9.0 (Elektrofachgeschäft mix)               |
| 2009 | Styles & Breeze            | Amigos (Rob Mayth remix)                              |
| 2008 | Fragma                     | Memory (Rob Mayth remix)                              |
| 2008 | Rocco & Bass-T             | I Can't Take It (Elektrofachmarkt remix)              |
| 2008 | Manian                     | Hold Me Tonight (Rob Mayth remix)                     |
| 2008 | Topmodelz                  | When You're Lookin' Like That (Rob Mayth remix)       |
| 2007 | Rocco & Bass-T             | Tell Me When (Rob Mayth vs. Pimp! Code remix)         |
| 2007 | Groove Coverage            | Because I Love You (Elektrofachgeschäft remix)        |
| 2007 | Raveboy                    | Get Up (4 Dancecore) (Rob Mayth vs. Pimp! Code remix) |
| 2007 | Baracuda                   | La Di Da (Elektrofachgeschäft remix)                  |
| 2007 | Lazard                     | Your Heart Keeps Burning (Rob Mayth remix)            |
| 2007 | Groove Coverage            | Summer Rain (Rob Mayth remix)                         |
| 2007 | Rushroom                   | Don't Give Up (Rob Mayth remix)                       |
| 2007 | Dj Mikesh                  | 2 Know Good (Teenagerz remix)                         |
| 2006 | Mental Madness Allstars    | The Anthem (Rob Mayth remix)                          |
| 2006 | Melanie Flash              | Halfway To Heaven (Rob Mayth remix)                   |
| 2006 | Solar Patrol               | Milky Way (Teenagerz remix)                           |
| 2006 | Dreamland                  | Summerland (Rob Mayth remix)                          |
| 2006 | Cascada                    | Love Again (Rob Mayth remix)                          |
| 2006 | D.H.T. feat. Edmée         | Listen To Your Heart (Rob Mayth remix)                |
| 2006 | Lacuna                     | Celebrate The Summer (Rob Mayth remix)                |
| 2006 | Keira Green                | All Out Of Love (Rob Mayth remix)                     |
| 2006 | Zane & Foster              | Big Boom Bang (Rob Mayth remix)                       |
| 2006 | Floorfilla                 | Sister Golden Hair (Rob Mayth remix)                  |
| 2006 | Aycan                      | Devil In Disguise (Rob Mayth remix)                   |
| 2006 | Age Pee                    | Out Of The Dark (Rob Mayth remix)                     |
| 2006 | Groove Coverage            | 21th Century Digital Girl (Teenagerz remix)           |
| 2005 | Dj Sledge Hammer           | Sunshine (Rob Mayth remix)                            |
| 2005 | Ceoma                      | Love Is More (Rob Mayth remix)                        |
| 2005 | Cascada                    | How Do You Do (Rob Mayth remix)                       |
| 2005 | Partycheckerz              | Baby I Love Your Way (Rob Mayth remix)                |
| 2005 | Clubgroovers               | Warriors Of Love (Rob Mayth remix)                    |
| 2005 | Groove Coverage            | Holy Virgin (Rob Mayth remix)                         |
| 2005 | Scale                      | Fight (Rob Mayth remix)                               |
| 2005 | Base Attack                | Techno Rocker (Rob Mayth remix)                       |
| 2005 | Special D.                 | Come With Me (Rob Mayth remix)                        |
| 2005 | Alex Megane                | Hurricane (Rob Mayth remix)                           |
| 2005 | Dj Sledge Hammer           | Sunshine (Rob Mayth remix)                            |
| 2004 | SveN-R-G vs. Bass-T        | On A Party Trip (Rob Mayth remix)                     |
| 2004 | Special D.                 | You (Rob Mayth remix)                                 |
| 2004 | Alex M. vs. Marc Van Damme | Technodisco (Rob Mayth remix)                         |
| 2004 | Le Brisc                   | Keep It Hard (Rob Mayth Hardstyle remix)              |

## Egyéb felvételek
Az alábbi táblázat a
- nem hivatalos
- nem kiadott
- csak válogatásalbumon kiadott (többnyire: Future Trance)
- saját projekt számára készített

számokat és remixeket tartalmazza, azok közül is csak azokat, amelyek fent nem szerepeltek sehol (például a Dave Darell – Freeloader (Rob Mayth's FX Bootleg mix) a saját projekt számára készített kategóriába esik, de ez már szerepel fent a digitális kiadványoknál).
A lista megkísérli időrend szerint növekvő sorrendbe felsorolni a zenéket alulról felfelé. A lista korántsem teljes, a zenék eredeti (club, original, extended, radio) változatai vannak csak feltüntetve.
| Év   | Előadó             | Cím                                  |
| 2009 | Azora              | Free                                 |
| 2009 | Aunt Mary          | Stuck With You                       |
| 2008 | Active One         | Massive Mood                         |
| 2008 | Chasing            | Waiting For You                      |
| 2008 | Aunt Mary          | Right Into The Weekend               |
| 2008 | Azora              | The Heartache                        |
| 2007 | Delaction          | Free Radical (Rob Mayth Japan remix) |
| 2007 | Azora              | Tell You A Secret                    |
| 2007 | Liz Meyer          | All I Want                           |
| 2007 | Katie Jewels       | Come Again                           |
| 2006 | Red Light District | Dream Of (Rob Mayth remix)           |
| 2005 | Azora              | Make It Hard                         |

## Videóklipek

### Hivatalosak
- Heart to heart (Manian Video edit) – (2008)
- Feel my Love – (2010)

### Hivatalos remixek
- Special D. – You (Rob Mayth Remix) /// Capp Records – (2008)
- ItaloBrothers – Welcome To The Dancefloor (Rob Mayth Radio Edit) – (2015)